# Brinzolamide
Le brinzolamide est un inhibiteur de l'anhydrase carbonique utilisé pour diminuer la pression intraoculaire chez les patients atteints de certains glaucomes ou d'hypertension oculaire. Il est commercialisé sous le nom d'Azopt. Un autre inhibiteur de l'anhydrase carbonique, le dorzolamide (commercialisé sous le nom de Trusopt), est utilisé pour traiter des cas similaires.

## Mode d'action
L'inhibition de l'anhydrase carbonique dans les procès ciliaires de l'oeil diminue les sécrétions d'humeur aqueuse et réduit ainsi la pression intraoculaire dans la chambre antérieure de l'œil.